# Pintor de Princeton

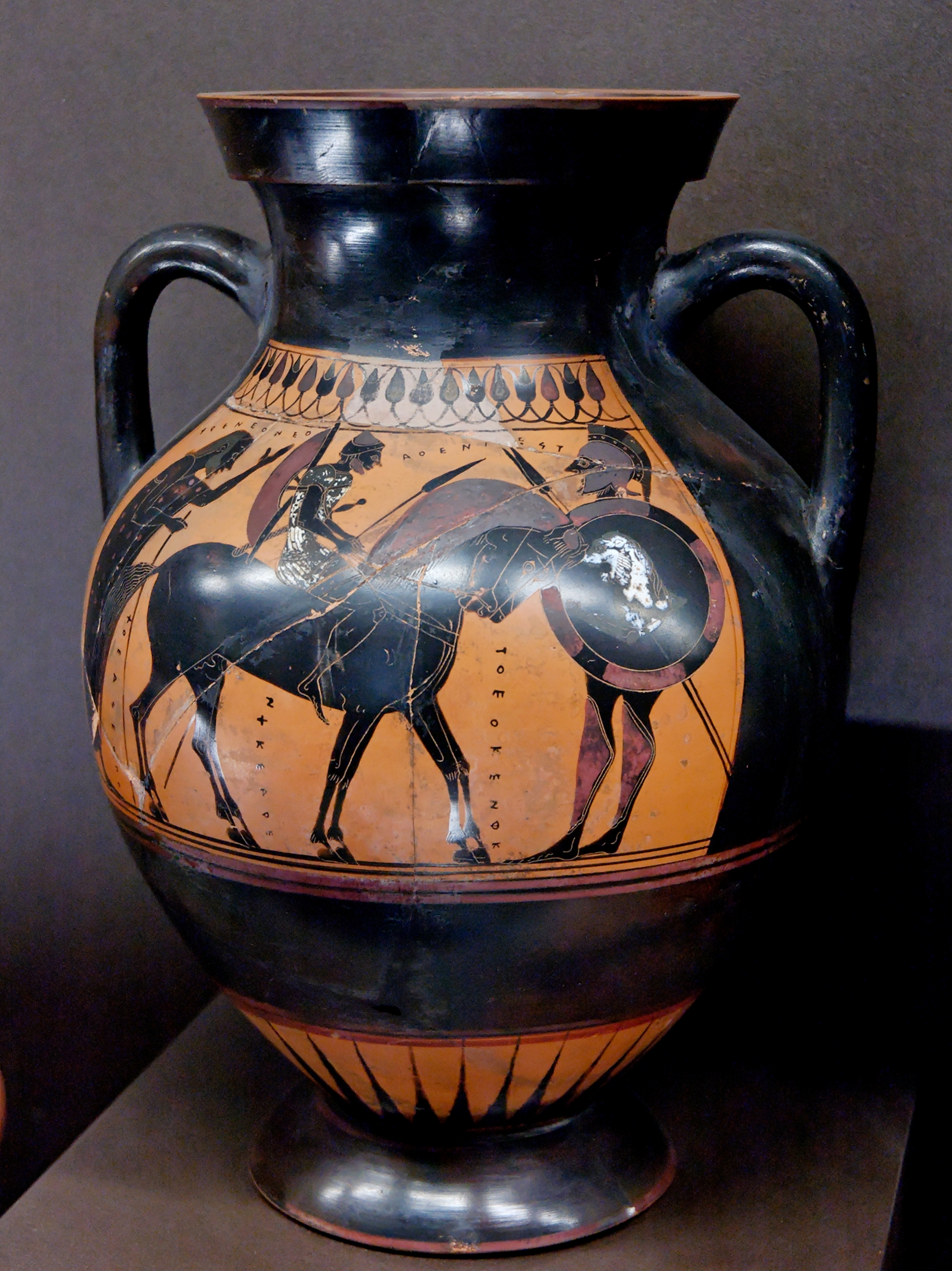
Partida de un guerrero, ánfora, circa 550/540 a. C. París: Museo del Louvre.

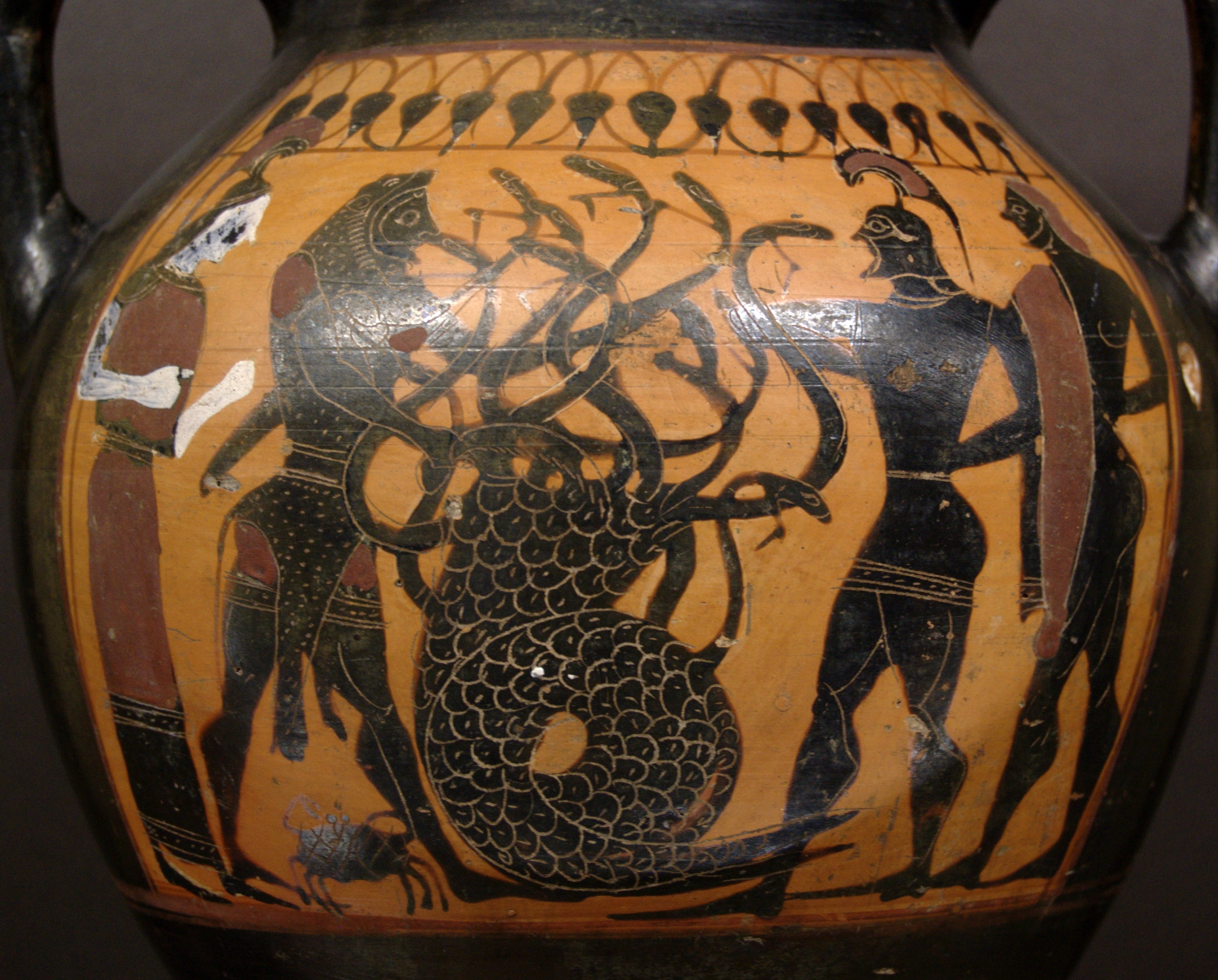
Heracles luchando contra la Hidra de Lerna, circa 540/530 a. C. París: Louvre

El Pintor de Princeton fue un pintor ático de figuras negras, activo en el tercer cuarto del siglo VI a. C., justo después del Grupo E. Su verdadero nombre no se conoce.
Es un típico representante de la pintura de vasos áticos de su época. Pintó principalmente ánforas de cuello y ánforas panzudas de los tipos entonces corrientes. Sus motivos también se ajustan a los patrones populares de la época, con pocas variaciones. Era consciente de los desarrollos artísticos de su época, pero solo pudo incorporarlos a sus obras de forma limitada. En términos artísticos, no es comparable con su contemporáneo predominante, Exequias. Los vasos de él y otros artistas demuestran que todavía había espacio para el desarrollo del estilo de la figuras negras.